# Taxe sur les éoliennes maritimes
Lire en ligne

Lire sur Légifrance

La taxe sur les éoliennes maritimes est une taxe affectée au fonds national de compensation de l'énergie éolienne en mer créée en 2005. Faute d'éolienne en exploitation, la taxe n'a rien rapporté depuis sa création.

## Historique
Fin 2005, l'éolien est en plein essor en France. « Au 18 novembre 2005, la puissance totale installée s'élevait à 632 mégawatts. Entre le 1er février 2004 et le 1er février 2005, 325 permis de construire ont été accordés ». Bien qu'aucune éolienne n'est encore construite ni en mer ni dans les eaux intérieures, le législateur a souhaité très tôt mettre en place le régime de taxation.
Créées par l'article 76 de la loi n° 2005-1720 du 30 décembre 2005 de finances rectificative pour 2005, l'éolien en mer fait l'objet de dispositions fiscales propres, codifiées aux articles 1519 B et 1519 C du code général des impôts,. « L'objet de cette taxe est ainsi de modifier les comportements, en compensant les réticences face à l'implantation d'éoliennes en mer. Pour autant, l'outil fiscal ne semble pas être en mesure, à lui seul, de supprimer entièrement les réticences exprimées. En témoignent notamment les nombreuses modifications de sa répartition, lesquelles ont, à chaque réforme, augmenté la liste des bénéficiaires du produit ».
En 2014, l'Inspection générale des finances liste le prélèvement spécial parmi les 192 taxes à faible rendement. Bien que ne rapportant rien, la mission recommande le maintien de la taxe espérant qu'elle dégage des recettes à compter de 2016.
Lors du projet de loi de finances pour 2017, il est annoncé que les premiers parcs éoliens maritimes, issus de deux appels d'offres lancés en 2011 et 2013, ont été attribués et que leur mise en service progressive est prévue à partir de 2018.
Jusqu'au début de l'exploitation des éoliennes maritimes, le produit de cette taxe demeure nul.

## Caractéristiques

### Redevables

Les zones maritimes du droit international de la mer

La taxe annuelle sur les installations de production d'électricité utilisant l'énergie mécanique du vent situées dans les eaux intérieures ou la mer territoriale est acquittée par l'exploitant de l'unité de production d'électricité, assise sur le nombre de mégawatts installés dans chaque unité de production d'électricité utilisant l'énergie mécanique du vent.
Le décret n°2019-559 du 6 juin 2019 fixe le tarif annuel de la taxe est fixé à 16 790 € par mégawatt installé.

### Bénéficiaires
Le produit est affecté au fonds national de compensation de l'énergie éolienne en mer puis est répartie dans les conditions suivantes :
- 50 % aux communes littorales d'où les installations sont visibles,
- 35 % aux comités des pêches maritimes et élevages marins,
- 5 % sont affectés au financement de projets concourant au développement durable des autres activités maritimes,
- 5 % sont affectés, à l'échelle de la façade maritime, à l'Agence française pour la biodiversité,
- 5 % sont affectés aux organismes de secours et de sauvetage en mer agréés par l'autorité administrative[7], en particulier la SNSM.